# Nemotaulius coreanus
Nemotaulius coreanus är en nattsländeart som beskrevs av Olah 1985. Nemotaulius coreanus ingår i släktet Nemotaulius och familjen husmasknattsländor. Inga underarter finns listade i Catalogue of Life.